# Hvězdárna Žebrák
Hvězdárna Žebrák je malá hvězdárna s kupolí o průměru 5,5 m nacházející se na jižním okraji města Žebrák. Byla otevřena v roce 1954.
Konají se zde astronomická pozorování pro veřejnost, výstavy, přednášky a pořady pro školy.

## Přístrojové vybavení
- hlavní dalekohled s ohniskovou vzdáleností 2 136 mm a průměrem objektivu 358 mm,
- druhý dalekohled s průměrem objektivu 100 mm přizpůsobený pro pozorování Slunce.

Oba přístroje jsou umístěny na společné montáži, která je kopií vidlice amerického pětimetrového dalekohledu Hale na Observatoři Palomar.